# Frauenliteraturpreis
Der Frauenliteraturpreis wird seit 1946 alljährlich für herausragende Werke an japanische Schriftstellerinnen vergeben. Der Preis wurde in der Vergangenheit mehrfach umbenannt.
Ursprünglich wurde der Literaturpreis Joryū Bungakusha Shō (jap. 女流文学者賞) genannt und vom Verlag Kamakura Bunkō vergeben. Nach dem Bankrott des Verlages 1949 übernahm die Joryū Bungakushakai (女流文学者会, „Schriftstellerinnenvereinigung“) bis 1960 die Vergabe des Preises.
Von 1962 an wurde die Preisverleihung vom Verlag Chūōkōron-Shinsha fortgesetzt. In der Folge wurde der Preis in Joryū Bungaku Shō (女流文学賞) umbenannt. Die Laureaten wurden im Juni bekannt gegeben.
2001 wird der Preis erneut umbenannt in Fujin Kōron Bungei Shō (婦人公論文芸賞). Er wurde vergeben für literarische Werke, Romane und Essays, zu Frauen-Themen. Die Preisträgerinnen erhalten ein Preisgeld in Höhe von 1 Million Yen.
Seit 2006 wird der Literaturpreis unter der Bezeichnung Chūōkōron-Literaturpreis (中央公論文芸賞, Chūōkōron Bungei Shō) fortgesetzt.

## Preisträgerinnen des Joryū Bungakusha Shō
- 1946 – Hirabayashi Taiko für Kau iu onna (かういう女)
- 1947 – Amino Kiku für Kane no hitsugi? (金の棺)
- 1948 – Hayashi Fumiko für Bankiku (晩菊)
- 1951 – Yoshiya Nobuko für Onibi (鬼火) und Ōta Yōko für Ningen ranru (人間襤褸)
- 1952 – Ōtani Fujiko für Tsurube no oto (釣瓶の音)
- 1953 – Enchi Fumiko für Himojii hibi (ひもじい日々)
- 1954 – Tsuboi Sakae für Kaze (風)
- 1956 – Harada Yasuko für Banka (挽歌) und Ōhara Tomie für Sutomai tsumbo (ストマイつんぼ)
- 1957 – Uno Chiyo für Ohan (おはん)
- 1958 – nicht vergeben
- 1959 – Yana Masako[2] für Hidenin (悲田院)
- 1960 – Shibaki Yoshiko für Yuba (湯葉) und Kurahashi Yumiko für Parutai (パルタイ)

## Preisträgerinnen des Joryū Bungaku Shō
- 1962 Amino Kiku für Sakura no hana (さくらの花)
- 1963 Sata Ineko für Onna no yado (女の宿) und Jakuchō Setouchi Natsu no owari (夏の終わり)
- 1964 Nogami Yaeko für Hideyoshi to Rikyū (秀吉と利休)
- 1965 nicht vergeben
- 1966 Enchi Fumiko für Namamiko monogatari (なまみこ物語)
- 1967 Ariyoshi Sawako für Hanaoka Seishū no tsuma (華岡青洲の妻) und Kōno Taeko für Saigo no toki (最後の時)
- 1968 Hirabayashi Taiko für Himitsu (秘密)
- 1969 Abe Mitsuko für Osoi mezumenagara mo (遅い目覚めながらも)
- 1970 Ōhara Tomie für Oyuki. Tosa Ichijō-ke no hōkai (於雪　土佐一条家の崩壊) und Ōtani Fujiko für Saikai (再会)
- 1971 Uno Chiyo für Kōfuku (幸福)
- 1972 Shibaki Yoshiko für Seiji kinuta (青磁砧)
- 1973 Kōda Aya für Tatakai (闘)
- 1974 Tomioka Taeko für Meido no kazoku (冥土の家族)
- 1975 Ōba Minako für Garakuta hakubutsukan (がらくた博物館)
- 1976 Hagiwara Yōko für Ikurakusa no uchi (蕁麻の家)
- 1977 Takahashi Takako für Lonely Woman (ロンリー・ウーマン, ronrī Ūman) und Miyao Tomiko für Kantsubaki (寒椿)
- 1978 Takenishi Hiroko für Kangensai[3] (管絃祭) und Tsushima Yūko für Chōji (寵児)
- 1979 Nakazato Tsuneko für Tagasodesō (誰袖草) und Satō Aiko für Kōfuku no e (幸福の絵)
- 1980 Sono Ayako für Kami no yogoreta te (神の汚れた手) (Annahme abgelehnt)
- 1981 Hirotsu Momoko für Tsuwabuki no hana (石蕗の花)
- 1982 Nagai Michiko für Hyōrin (氷輪)
- 1983 Hayashi Kyōko für Shanghai (上海)
- 1984 Yoshida Tomoko für Manshū wa shiranai (満州は知らない)
- 1985 Yamamoto Michiko für Hito no ki (ひとの樹)
- 1986 Sugimoto Sonoko für Edo shōgon (穢土荘厳)
- 1987 Tanabe Seiko für Hanai nugu ya matsuwaru... (花衣ぬぐやまつわる……)
- 1988 Shiono Nanami für Waga tomo Machiavelli (わが友マキアヴェッリ, ~ Makiaverri) und Kanae Mieko für Tamaya (タマや)
- 1989 Yoshiyuki Rie für Kiiroi neko (黄色い猫)
- 1990 Murata Kiyoko für Shiroi yama (白い山) und Tsumura Setsuko für Ryūseiu (流星雨)
- 1991 Yamada Eimi für Trash (トラッシュ, Torasshu) und Suga Atsuko für Mirano kiri no fūkei (ミラノ　霧の風景)
- 1992 Iwahashi Kunie für Ukihashi (浮橋) und Inaba Mayumi für Endless Waltz (エンドレス・ワルツ, Endoresu warutsu)
- 1993 Anzai Atsuko für Kuroshima (黒島)
- 1994 Matsuura Rieko für Oyayubi P no shugyō jidai (親指Pの修行時代)
- 1995 Takagi Nobuko für Suimiyaku (水脈)
- 1996 Tanaka Sumie für Otto no shimatsu (夫の始末)
- 1997 Kitahara Aiko für Edo fūkyō-den (江戸風狂伝)
- 1998 Kometani Fumiko für Family Business (ファミリー・ビジネス, Famirī bijinesu)
- 2000 Kawakami Hiromi für Oboreru (溺レる)

## Preisträgerinnen des Fujin Kōron Bungei Shō
- 2001 Taguchi Randi für Dekireba mukatsukazu ni ikitai (できればムカつかずに生きたい)
- 2002 Iwai Shimako für Chai koi (チャイ・コイ)
- 2003 Kakuta Mitsuyo für Kūchū teien (空中庭園)
- 2004 Sakai Junko für Makeinu no tōboe (負け犬の遠吠え)
- 2005 Kirino Natsuo für Tamamoe! (魂萌え！)